# Lithornithidae
Lithornithidae é a única família de aves descrita na ordem Lithornithiformes. A família compreende aves fósseis do Terciário da América do Norte e Europa. É estreitamente próxima aos Tinamiformes, apresentando tamanho similar ou um pouco maior que os tinamídeos.
A posição filogenética dos membros desta família têm sido questionada desde os primeiros espécimes descoberos. Owen (1841) considerou estas aves como aparentadas a família Cathartidae, enquanto, Harrison e Walker (1977) colocou-as próximo a Musophagidae. Houde (1988) foi o primeiro a apresentar a hipótese que o Lithornis é um membro basal da superordem Paleognathae, baseado em observações osteológicas e comparação da estrutura da casca do ovo. Esta hipótese foi corroborada pelas observações de Mikhailov (1997) que reportou que a casca de ovo do gênero Lithornis era semelhante a das outras ratitas.

## Sistemática
- Ordem Lithornithiformes Houde, 1988
  - Família Lithornithidae Houde, 1988
    - Gênero Lithornis Owen, 1841
      - Lithornis celetius Houde, 1988
      - Lithornis hookeri (Harrison, 1984)
      - Lithornis nasi Harrison, 1984
      - Lithornis plebius Houde, 1988
      - Lithornis promiscuus Houde, 1988
      - Lithornis vulturinus Owen, 1841

    - Gênero Paracathartes Harrison, 1979
      - Paracathartes howardae Emslie, 1988

    - Gênero Promusophaga Harrison & Walker, 1977
      - Promusophaga magnifica Harrison & Walker, 1977

    - Gênero Pseudocrypturus Houde, 1988
      - Pseudocrypturus cercanaxius Houde, 1988

    - Gênero Fissuravis Mayr, 2007 Incertae sedis [3]
      - Fissuravis weigelti Mayr, 2007